# Deutsche Leichtathletik-Meisterschaften 1922
Die 24. Deutschen Leichtathletik-Meisterschaften fanden vom 18. bis 20. August 1922 in Duisburg statt.

## Wettbewerbsprogramm
Bzgl. des Wettkampfangebots gab es einige Änderungen:
- Frauen: Nachdem in den beiden vorangegangenen Jahren die Frauen nur in vier Disziplinen starten konnten, wurde das Angebot deutlich erweitert. Hinzu kamen eine Sprung- und zwei Wurfkonkurrenzen:
  - Hochsprung
  - Diskuswurf
  - Speerwurf
- Männer:
  - Neu ins Angebot kam der 400-Meter-Hürdenlauf.
  - Der zweimal mit unterschiedlichen Disziplinen ausgetragene Dreikampf wurde wieder aus dem Programm gestrichen.

## Ausgelagerte Disziplinen
Zwei Wettbewerbe wurden ausgelagert:
- Waldlauf mit Einzel- und Mannschaftswertung – Dresden, 2. April
- 50-km-Gehen (Männer) – Berlin, 1. Juli

## Deutscher Marathonlauf
Der immer noch nicht offiziell ins Meisterschaftsprogramm aufgenommene Marathonlauf – durchgeführt für die Männer als „Deutscher Marathonlauf“ – wurde am 2. Juli in Berlin über die klassischen 42,195 km ausgetragen.

## Rekorde
Es wurden drei neue deutsche Rekorde (DR) aufgestellt:
- 10.000-Meter-Lauf: 32:47,6 min – Emil Bedarff (Eintracht Frankfurt)
- 110-Meter-Hürdenlauf: 15,3 s – Heinrich Troßbach (Eintracht Frankfurt)
- Stabhochsprung: 3,80 m – Heinrich Fricke (TK Hannover)

## Ergebnisübersichten
Die folgenden beiden Übersichten fassen die Medaillengewinner und -gewinnerinnen aller Wettbewerbe von 1922 zusammen.

### Medaillengewinner Männer
| Disziplin                                      | Gold                                                                             | Leistung       | Silber                                              | Leistung    | Bronze                                                                         | Leistung    |
| ---------------------------------------------- | -------------------------------------------------------------------------------- | -------------- | --------------------------------------------------- | ----------- | ------------------------------------------------------------------------------ | ----------- |
| 100 m                                          | Hubert Houben (Preussen Krefeld)                                                 | 10,7 s00000    | Gottfried Söhngen (Eintracht Frankfurt)             | 10,9 s00    | Hans Senftleben (SCC Berlin)                                                   | 10,9 s00    |
| 200 m                                          | Hubert Houben (Preussen Krefeld)                                                 | 22,7 s00000    | Ernst Krüger (SCC Berlin)                           |             | Alex Wieder (Eintracht Frankfurt)                                              |             |
| 400 m                                          | Otto Neumann (Mannheimer Turngesellschaft)                                       | 50,1 s00000    | Willi Dünker (SCC Berlin)                           |             | Rudolf Busch (DSC Berlin)                                                      |             |
| 800 m                                          | Friedrich-Franz Köpcke (TSV Zehlendorf 88 Berlin)                                | 2:01,6 min000  | Hermann Wellenreuther (Mannheimer Turngesellschaft) |             | Walter Kern (Eintracht Frankfurt)                                              |             |
| 1500 m                                         | Otto Peltzer (SC Preußen Stettin)                                                | 4:03,8 min000  | Friedrich-Franz Köpcke (TSV Zehlendorf 88 Berlin)   |             | Martin Osterhoff (SV St. Georg Hamburg)                                        |             |
| 5000 m                                         | Wilhelm Husen (SV St. Georg Hamburg)                                             | 15:36,5 min000 | Fritz Schaumburg (PSV Oberhausen)                   |             | Rolf Holthuis (SV Union Weener)                                                |             |
| 10.000 m                                       | Emil Bedarff (Eintracht Frankfurt)                                               | 32:47,6 min DR | Rudolf Voß (SCC Berlin)                             |             | Georg Jenuwein (TSV 1860 München)                                              |             |
| Marathon                                       | Max Wils (Berliner AK 07)                                                        | 2:58:44,4 h    | Ernst Albrecht (Berliner AK 07)                     |             | Otto Nitsche (VfL Schleswig)                                                   |             |
| 110 m Hürden                                   | Heinrich Troßbach (Eintracht Frankfurt)                                          | 15,3 s DR00    | Ernst Paulus (SC Gießen 1900)                       |             | Arthur Holz (VfL Charlottenburg)                                               |             |
| 400 m Hürden                                   | Gerhard von Massow (TSV Zehlendorf 88 Berlin)                                    | 58,5 s00000    | Walter Hunscheid (Dortmunder SC 95)                 |             | Georg Amberger (Karlsruher FV)                                                 |             |
| 4 × 100 m Staffel                              | SCC BerlinCohn Ernst Krüger Hans Senftleben Hans Zirpel                          | 42,4 s00000    | DSC BerlinHarry Bormann Schölz Willi Thumm Gruntzke |             | Eintracht FrankfurtAlex Weider Heinrich Troßbach Hans Mäulen Gottfried Söhngen |             |
| 3 × 1000-m-Staffel                             | TSV Zehlendorf 88 BerlinWilly Murawski Herbert Langkutsch Friedrich-Franz Köpcke | 8:06,2 min000  | DHC HannoverBartling Walter Stein Kurt Ziebold      | 8:11,4 min  | SV St. Georg 1895 HamburgSchrecker Velmede Walter Sorber                       |             |
| 5000-m-Bahngehen                               | Karl Hähnel (TV Ilversgehofen Erfurt)                                            | 23:33,7 min000 | Kurt Rodenbücher (Viktoria Duisburg)                |             | Richard Schötz (TuS Duisburg 48/99Viktoria Duisburg)                           |             |
| 50-km-Gehen                                    | Karl Hähnel (TV Ilversgehofen)                                                   | 4:41:40,0 h    | Wilhelm Bressler (Flensburg)                        | 5:06:44,0 h | Richard Schötz (Viktoria Duisburg)                                             | 5:10:15,2 h |
| Hochsprung                                     | Ernst Fritzmann (SCC Berlin)                                                     | 1,843 m00      | Arthur Holz (VfL Charlottenburg)                    | 1,825 m     | Hermann Schröder (TV Jahn Neukölln)                                            | 1,785 m     |
| Stabhochsprung                                 | Heinrich Fricke (TK Hannover)                                                    | 3,80 m DR      | Alfred Lehniger (SCC Berlin)                        | 3,61 m      | Ludwig Gaim (TSV 1860 München)                                                 | 3,50 m      |
| Weitsprung                                     | Arthur Holz (VfL Charlottenburg)                                                 | 7,10 m000      | Karl Hornberger (TV Bad Kreuznach)                  | 7,01 m      | Josef Schmid (TSV 1860 München)                                                | 6,96 m      |
| Kugelstoßen                                    | Fritz Wenninger (FK Pirmasens)                                                   | 12,92 m000     | Ernst Söllinger (ASC Darmstadt)                     | 12,62 m     | Willi Schröder (VfL Waltrop)                                                   | 12,58 m     |
| Diskuswurf                                     | Gustav Steinbrenner (Frankfurter TV 1860)                                        | 42,55 m000     | Ernst Paulus (VfB Gießen)                           | 37,99 m     | Arthur Holz (VfL Charlottenburg)                                               | 37,00 m     |
| Speerwurf                                      | Walter Lüdeke (DSC Berlin)                                                       | 54,23 m000     | Philipp Junium (FC Pfalz Ludwigshafen)              | 53,86 m     | Georg Krellenberg (TS Lübeck)                                                  | 53,27 m     |
| Zehnkampf, offiz. Wert. 2. Zeile: 1985er Wert. | Arthur Holz (VfL Charlottenburg)                                                 | 644 P (6063 P) | Gustav Gruhn (Schwarz-Weiß Essen)                   | 457 P (? P) | Hermann Westerhaus (Berliner SC)                                               | 457 P (? P) |
| Waldlauf – ca. 10.000 m                        | Paul Kibbert (Polizei SV Berlin)                                                 | 40:52,4 min000 | Willi Dreckmann (Hamburger SV)                      | 40:53,0 min | Fritz Blankenburg (BTSV 1850 Berlin)                                           | 41:35,6 min |
| Waldlauf, Mannschaftswertung                   | Polizei SV BerlinPaul Kibbert Heinrich Brauch Wilhelm Tumoszeit                  | 22 P           | TSV 1860 MünchenMax Hoy Carl Jenuwein Eduard Gilch  | 25 P        | SCC BerlinErich Mierdel K. Seeber Hans Seeber                                  | 45 P        |

### Medaillengewinnerinnen Frauen
| Disziplin         | Gold                                                            | Leistung | Silber                                                      | Leistung | Bronze                                                             | Leistung |
| ----------------- | --------------------------------------------------------------- | -------- | ----------------------------------------------------------- | -------- | ------------------------------------------------------------------ | -------- |
| 100 m             | Dora Müller (Dresdensia Dresden)                                | 13,0 s00 | Maria Hische (TC Limmer)                                    | 13,2 s00 | Marianne Schmidt (TuS 1848 Crefeld)                                |          |
| 4 × 100 m Staffel | TV Frankfurt 1860Rosa Theimann Buhlmeier Marie Amsel Lilly Cron | 53,1 s00 | Elberfelder TGKarola Junghans Reuber Schräer Else Radenberg | 53,3 s00 | Berliner SCLilli Henoch Charlotte Köhler Lina Passavant Cläre Voss |          |
| Hochsprung        | Änne Kuhlmann (Preußen Münster)                                 | 1,39 m   | Knöp (Bochum)                                               | 1,36 m   | Vogt (VfL Charlottenburg)                                          | 1,315 m  |
| Weitsprung        | Margarete Furchheim (TV Jahn Neukölln)                          | 5,28 m   | Loef (TG 1848 Neuss)                                        | 5,16 m   | Anna Pieper (Preußen Münster)                                      | 4,99 m   |
| Kugelstoßen       | Lilli Henoch (Berliner SC)                                      | 8,41 m   | Dettmar (BV Bochum)                                         | 8,10 m   | Georgine Seitz (DSV München)                                       | 8,02 m   |
| Diskuswurf        | Gertrud Böhringer (TV Jahn München)                             | 23,86 m  | Gertrud Fleiter (Preußen Münster)                           | 22,89 m  | Herta Blisse (TSV Frankfurt 1860)                                  | 22,62 m  |
| Speerwurf         | Maria Grehl (TuS Duisburg 1848)                                 | 32,92 m  | Erna Pröschold (TV Jahn Minden)                             | 31,84 m  | Edith Laidig (TuRU Düsseldorf)                                     | 30,63 m  |